# Irrendorfer Hardt
Das Irrendorfer Hardt ist ein vom damaligen württembergischen Kultminister am 14. Februar 1938 durch Verordnung ausgewiesenes Naturschutzgebiet auf dem Gebiet der Gemeinde Irndorf im Landkreis Tuttlingen.

## Lage
Das Naturschutzgebiet Irrendorfer Hardt liegt nördlich der Ortslage von Irndorf unmittelbar an der Gemarkungsgrenze zu Nusplingen. Es liegt im Naturraum Hohe Schwabenalb.
Es ist Bestandteil des FFH-Gebiets Großer Heuberg und Donautal und des Vogelschutzgebiets Südwestalb und Oberes Donautal. Im Norden grenzt das Landschaftsschutzgebiet Großer Heuberg an.

## Landschaftscharakter
Das Gebiet ist ein Beispiel für eine typische Holzwiese der Schwäbischen Alb. Diese wird geprägt durch artenreiche Einmähder (magere Wiesen, die nur einmal im Jahr gemäht werden) mit vereinzelt stehenden Bäumen oder Baumgruppen. Dieses parkähnliche Landschaftsbild geht vermutlich auf alte Waldweiden zurück, die nach Aufgabe der Weidewirtschaft als Heuwiesen mit gelegentlicher Holznutzung weiter bewirtschaftet wurden. Darauf deutet auch die Bezeichnung Hardt, die häufig für Waldweidegebiete genutzt wurde, hin. Die Böden im Gebiet sind teils stark versauert, wodurch sich auf einigen Flächen bodensaure Magerrasen und Borstgrasrasen entwickelt haben. Die übrigen Flächen werden durch Bergmähwiesen und Kalkmagerrasen geprägt.
Das Gebiet ist als hochgelegene Mulde eine Kaltluftsenke, die sich klimatisch deutlich von der umgebenden Albhochfläche absetzt. So kann sich im hier auch im Sommer noch Reif oder gar Frost bilden. In der Würdigung zum Schutzgebiet aus dem Jahr 1937 wird sogar angegeben, dass es keinen Monat im Jahr gäbe, in dem kein Reif falle.
Des Weiteren sind im Gebiet mehrere Dolinen vorhanden. Das Gebiet ist nahezu vollständig von fichtendominiertem Forst umgeben.

## Geschichte
Das Gebiet wurde 1938 durch eine vom damaligen württembergischen Kultminister Christian Mergenthaler unterzeichnete Verordnung unter Naturschutz gestellt. Da die Gemeinde Irndorf vor der Umbenennung im Jahr 1972 noch „Irrendorf“ hieß, führt das Gebiet bis heute die offizielle Bezeichnung „Irrendorfer Hardt“, wobei zumeist vom „Irndorfer Hardt“ gesprochen wird.

## Flora
Unter anderem kommen hier unter anderem Arnika (Arnica montana),  die Bleiche Weide (Salix starkeana), der Moor-Klee (Trifolium spadiceum), der Knöllchen-Knöterich (Persicaria vivipara), der Gelbe Enzian (Gentiana lutea), das Rundblättrige Wintergrün (Pyrola rotundifolia) und die Färber-Scharte (Serratula tinctoria) vor.

### Bilder

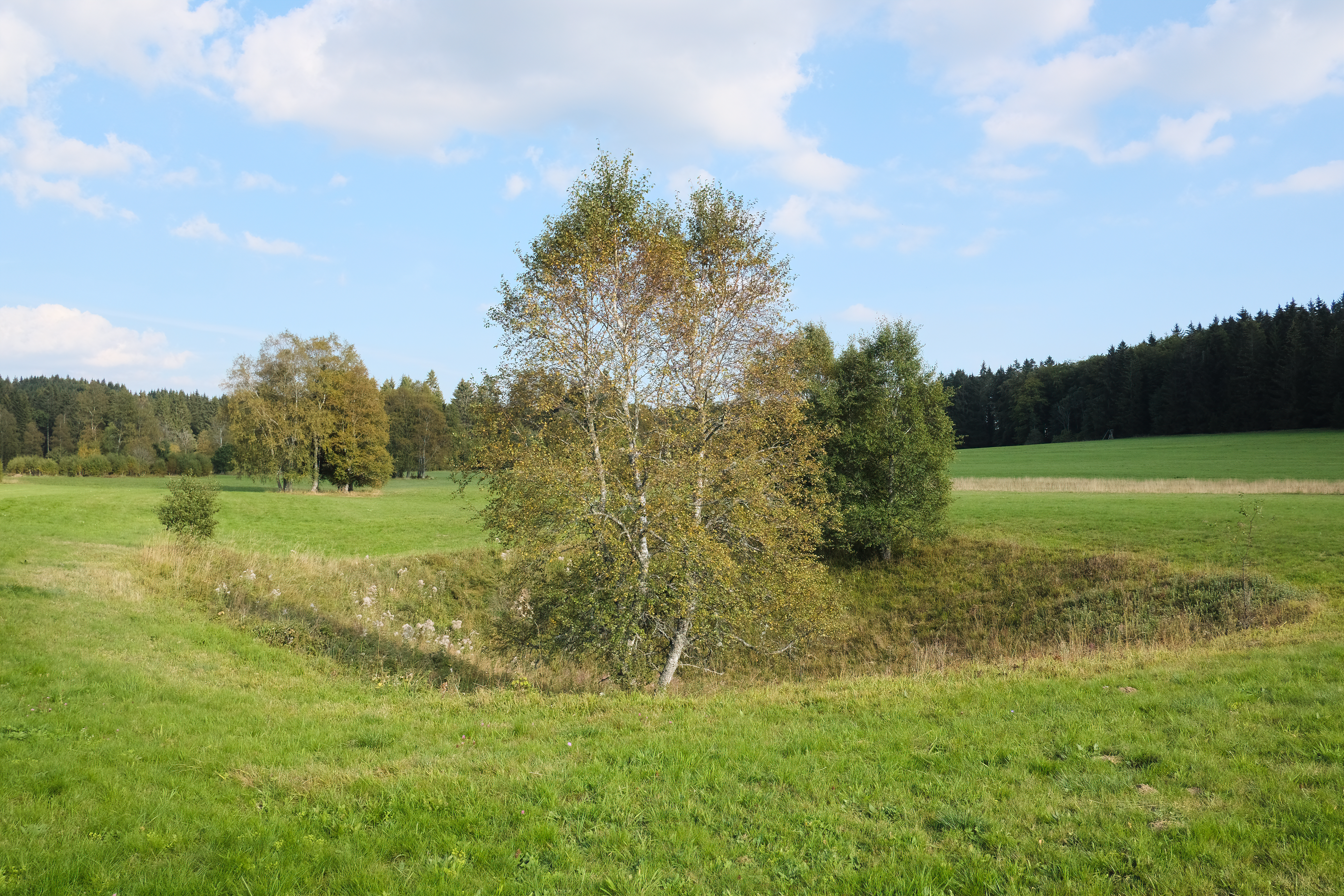
Doline
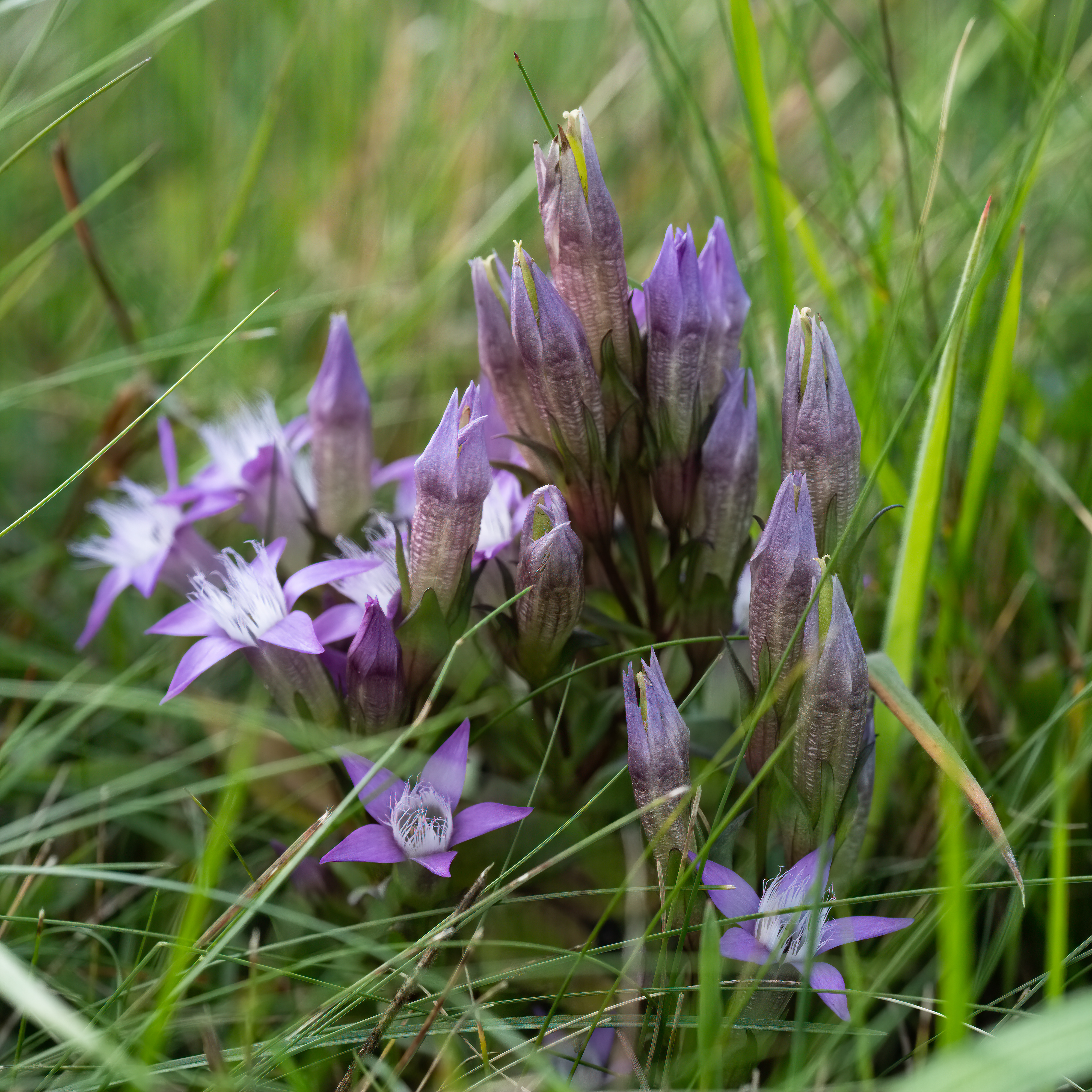
Deutscher Fransenenzian
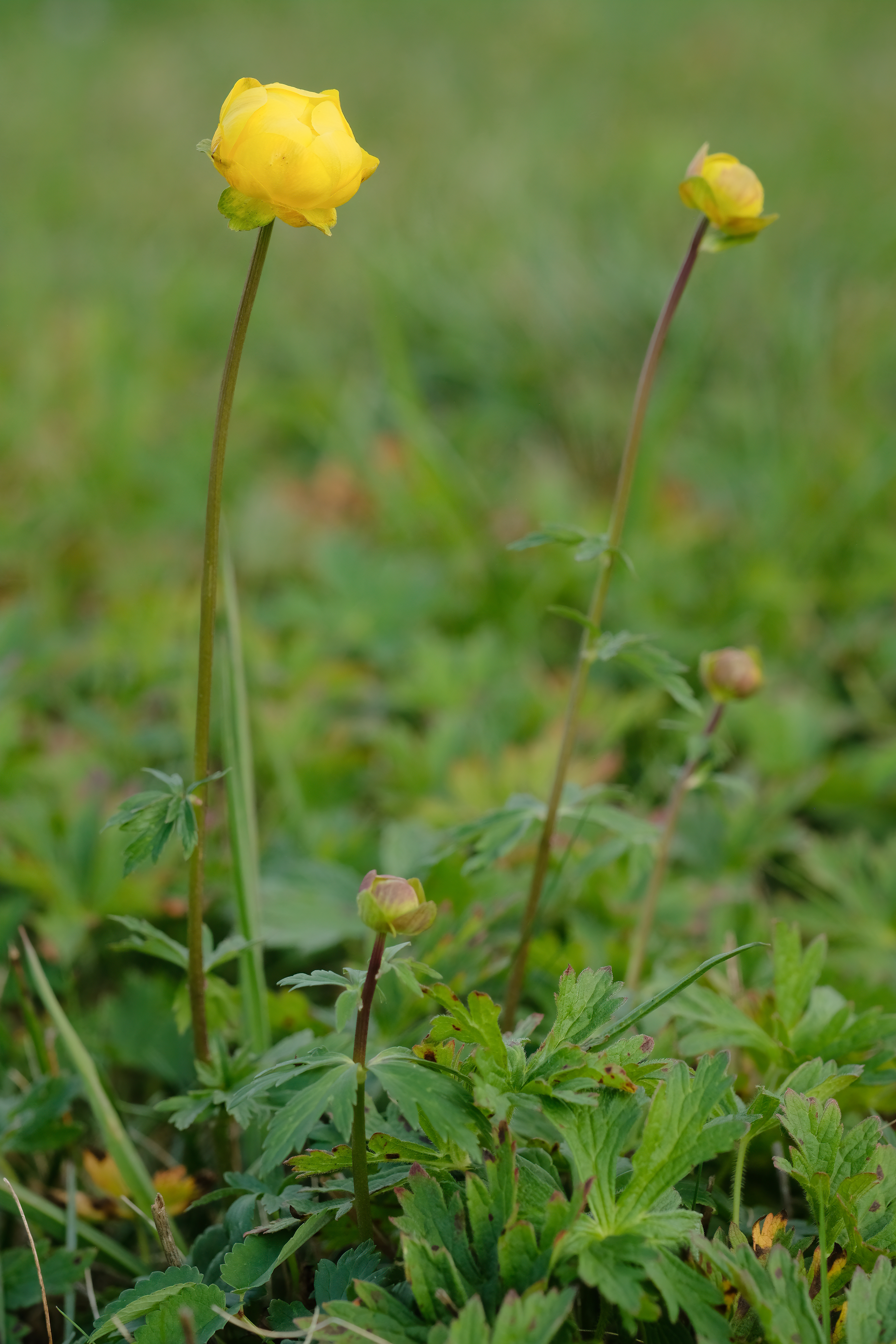
Trollblumen
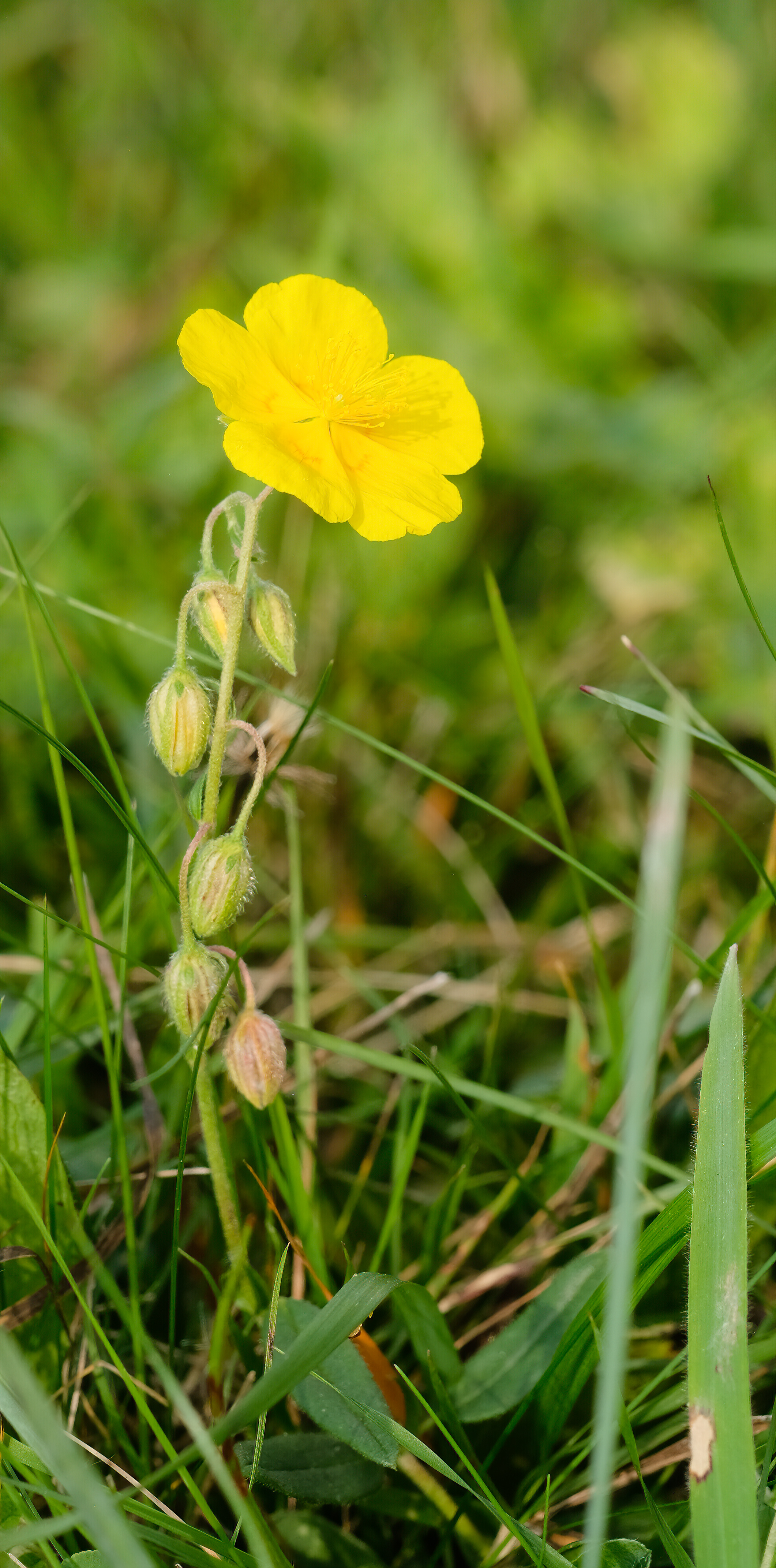
Gelbes Sonnenröschen
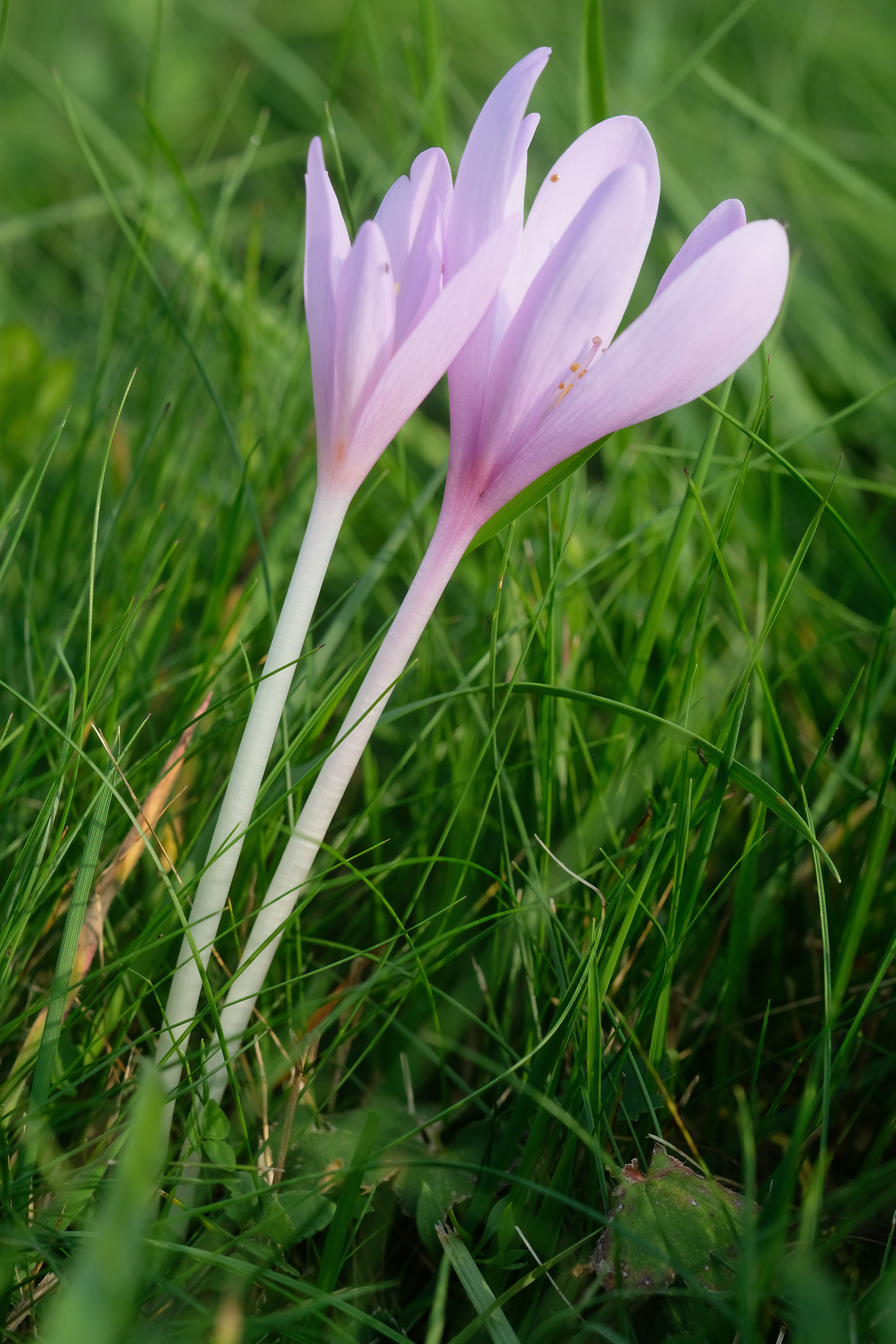
Herbstzeitlose
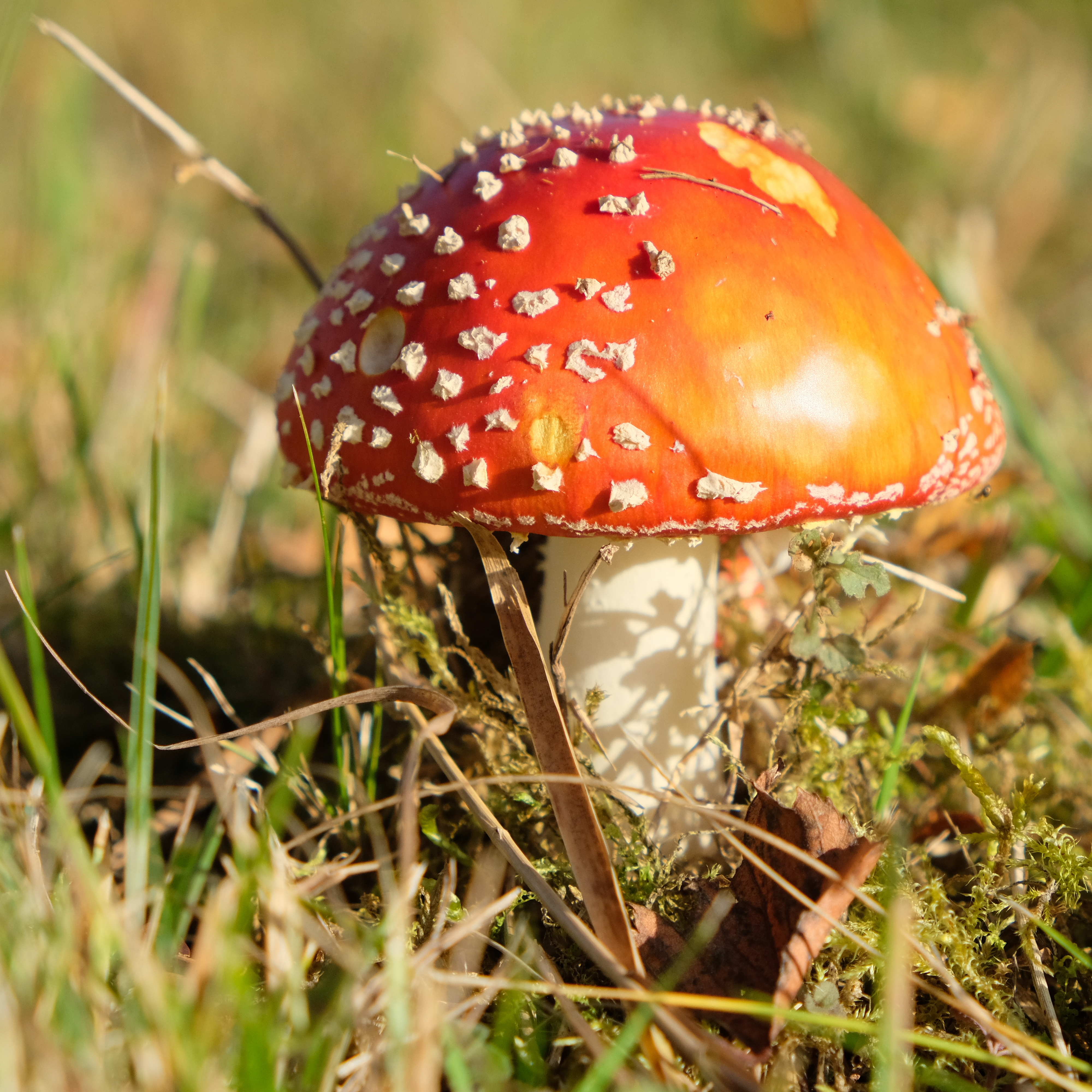
Fliegenpilz
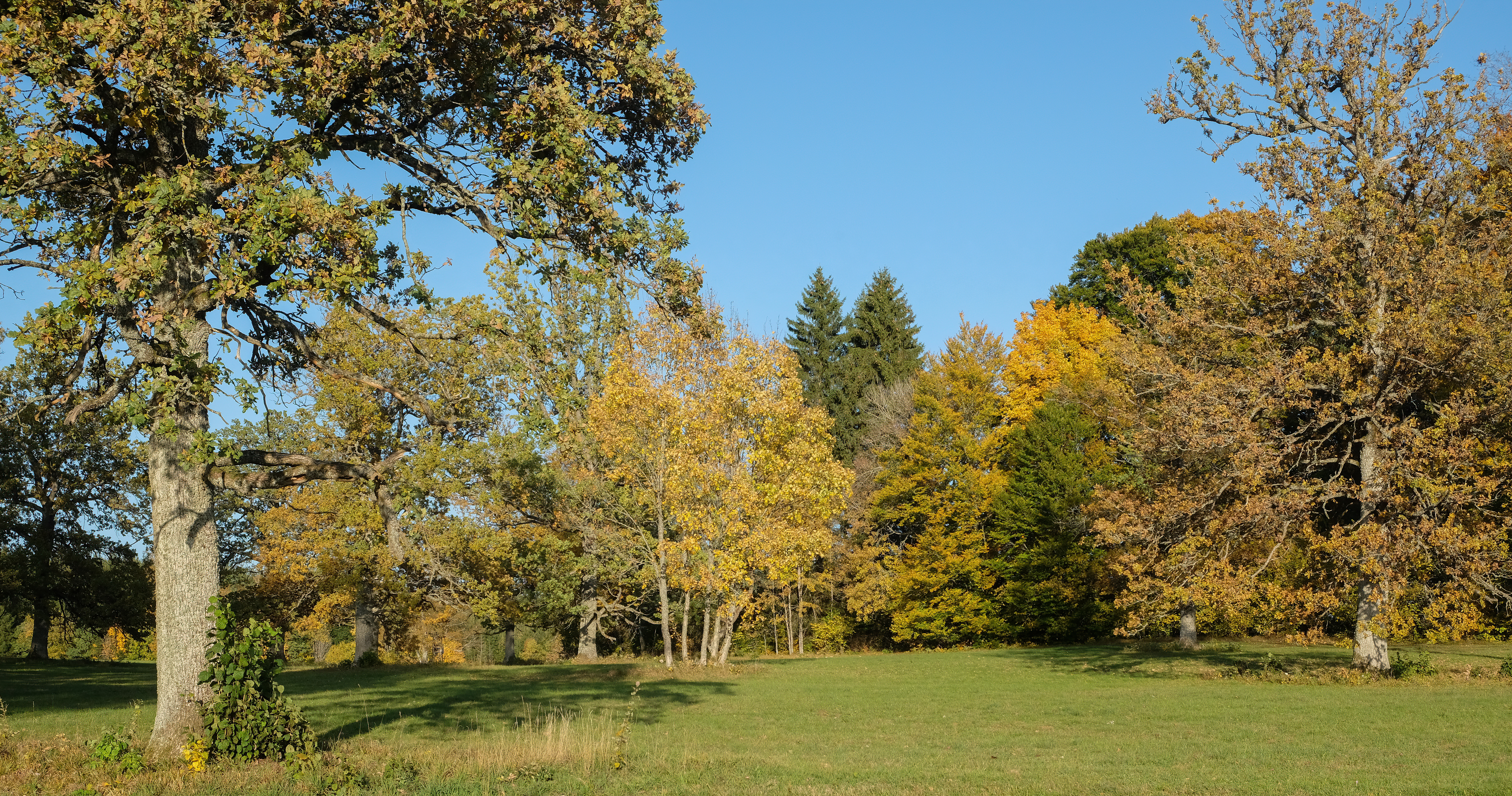